# アメンドイム
アメンドイム（ブラジルポルトガル語: amendoim ポルトガル語発音: [amẽdʊĩ] アメンドイン; 学名: Pterogyne nitens）とは、マメ科の高木の一種である。南米に自生する（参照: #分布）。amendoim の語は通常はラッカセイ（ピーナッツ）のことを指すが、本種の果実はその名の通り形状がラッカセイに似るとされる（参照: #特徴）。材は有用であり（参照: #利用）、オレオ・ブランコ（oleo branco）など複数の俗称を持つ（参照: #諸言語における呼称）。

## 分類
1843年にフランスのルイ＝ルネ・テュラーヌがアメンドイムの記載を行った。基準標本の産地はブラジル北東部のバイーアおよびピアウイとされているが、これはスイスの植物学者ジャック・サミュエル・ブランシェ（Jacques Samuel Blanchet）により採取されたものとイギリスの博物学者ジョージ・ガードナーにより採取されたものの計2種類が指定されているためである（等価基準標本）。Pterogyne属はテュラーヌがアメンドイムの記載を行った際に新たに設けられた属であり、アメンドイム1種のみの単型属である。
その後に記載が行われた以下の分類名も後に本種のシノニムと認定された。
- 現在のアルゼンチンとボリビアの国境地帯[注 1]で採取された標本に基づいてドイツのアウグスト・グリーゼバッハが1879年に記載した Machaerium pseudotipe[8]。
- パラグアイのフケリ川（Juqueri）河畔で採取された標本に基づきスイスのロベール・ショーダとエミール・アスレルが本種の一品種として1904年に記載した Pterogyne nitens f. parvifolia[9]。

## 分布
ブラジル（北東部、南東部、西中央部、南部）、ボリビア、パラグアイ、アルゼンチン（北西部、北東部）、ウルグアイに自生する。

## 特徴
小型の高木である。樹高は23メートルで径60-90センチメートル、樹幹は真直で多数の枝が下方から分かれ出る。樹皮は灰褐色で矩形に小分する。
葉は羽状複葉で小葉は卵形-長楕円状卵形、革質で滑らかである。
花は総状花序で黄色あるいは白色で小さい。花の構造は原記載文献においてはHaematoxylum属やPterolobium属のものに類似するも、これらとは雌蕊（めしべ）に差異が存在するとされている。
果実は翼果で赤褐色、小型で細長く、ラッカセイ（ピーナッツ）に似ている。

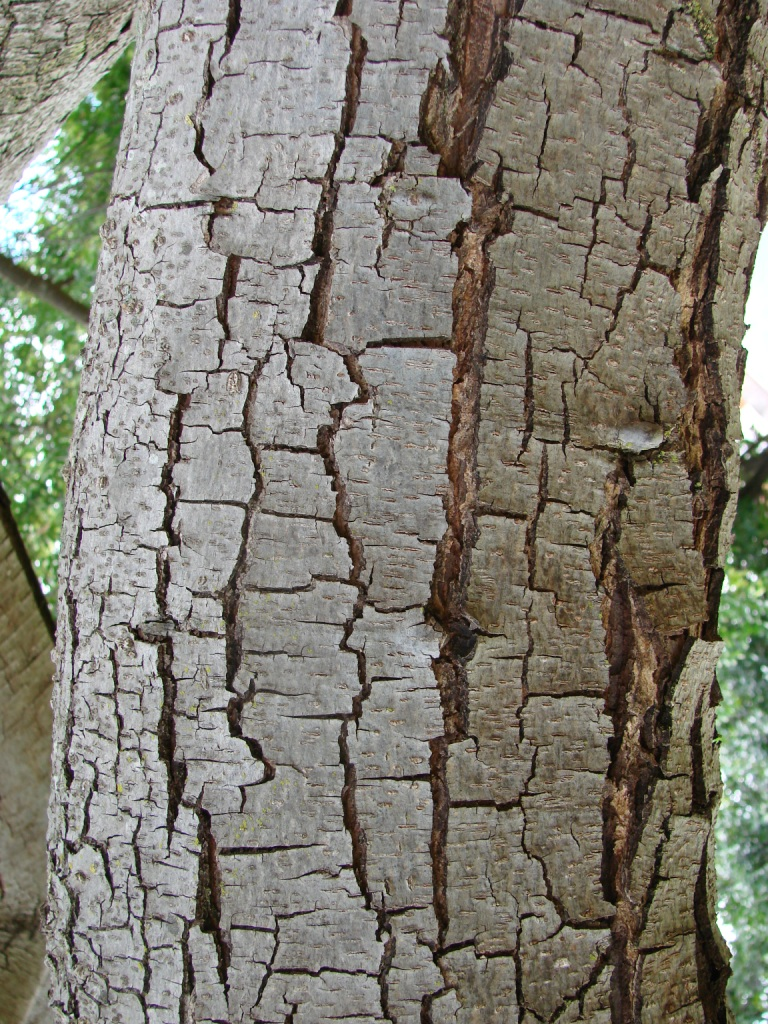
樹幹。灰褐色の樹皮が矩形に割れる。
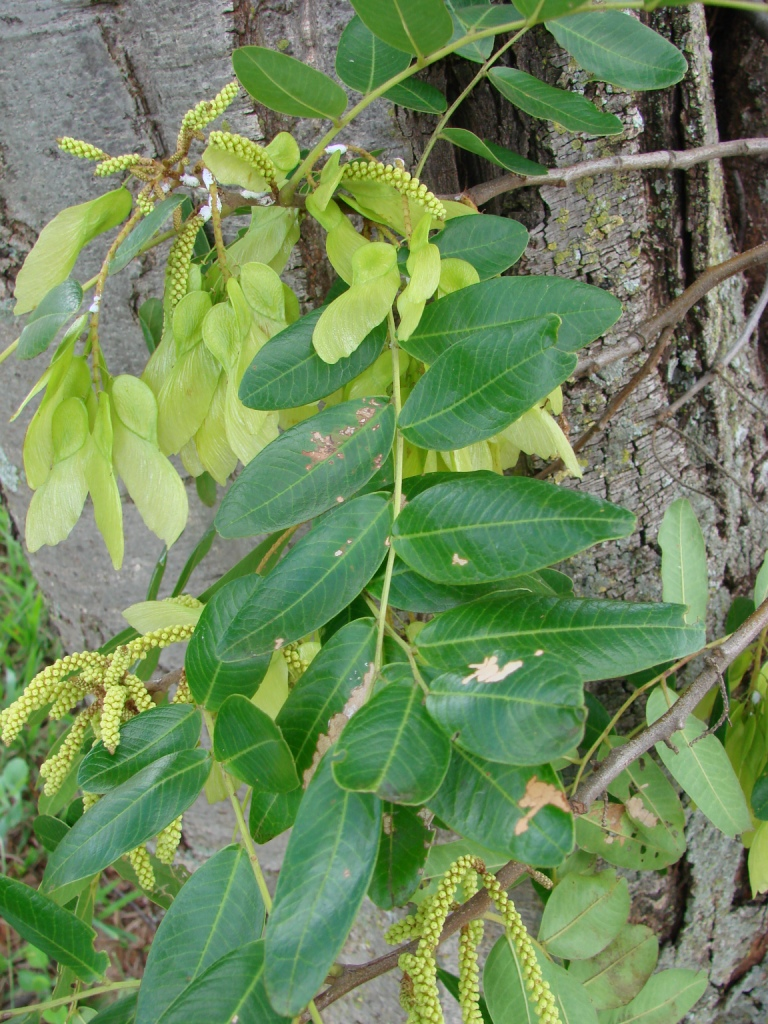
葉。羽状複葉である。
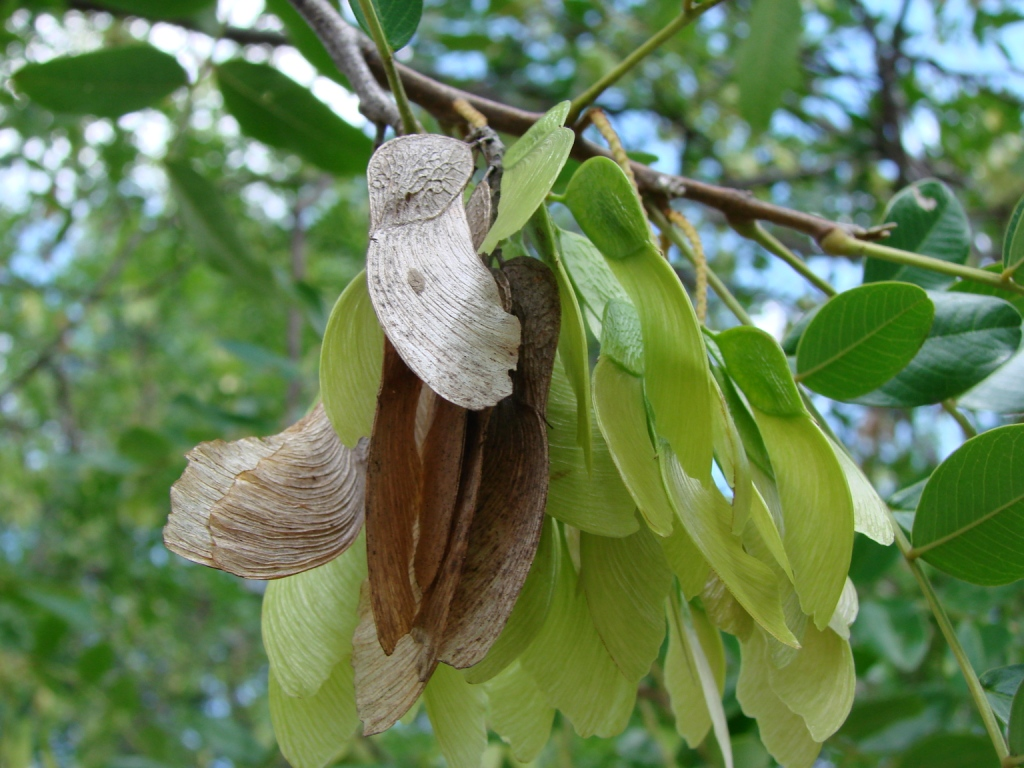
果実。

## 利用

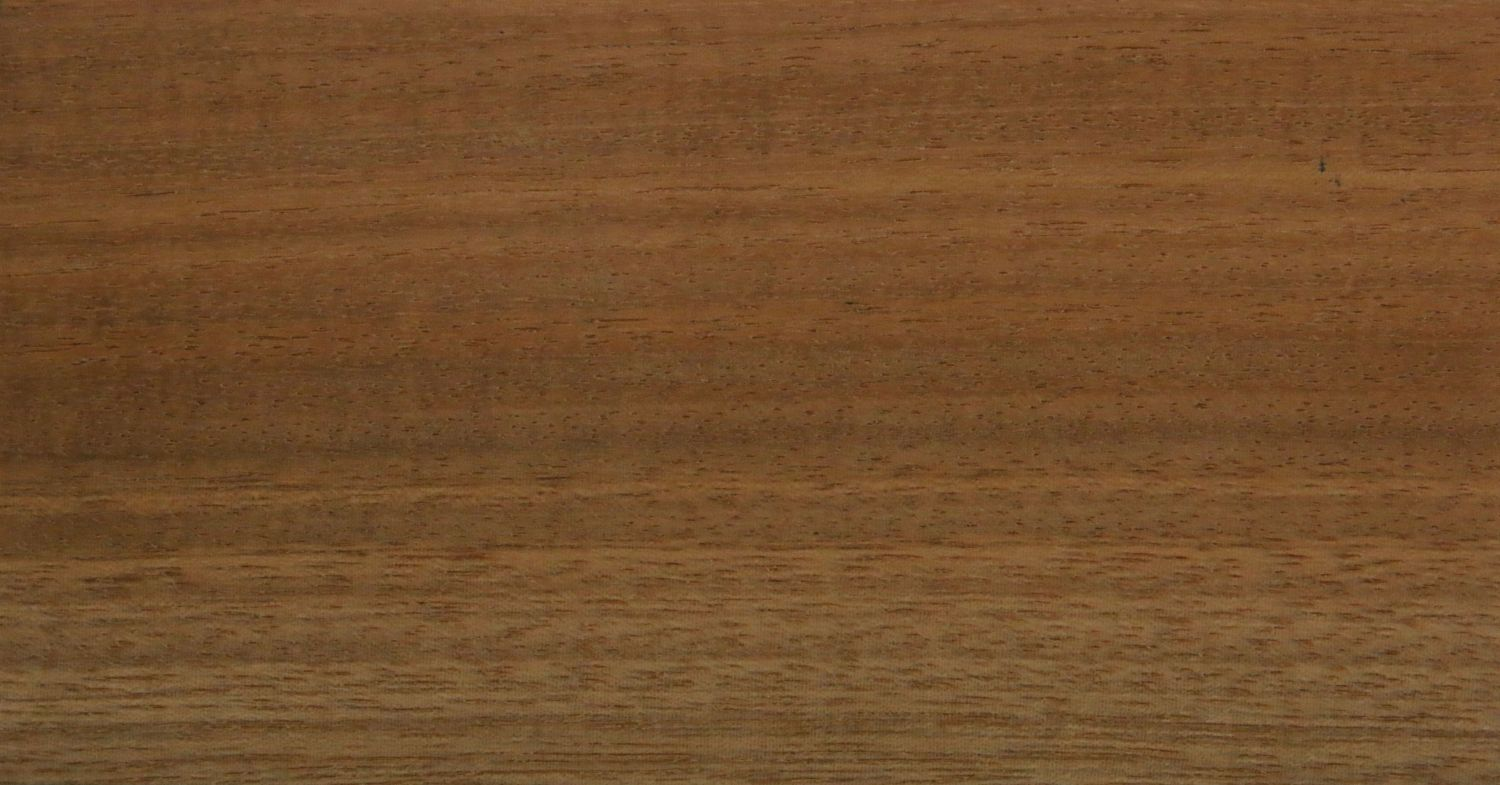
アメンドイム材

材が有用でキャビネット、高級家具、内部装飾、旋削、建築、車輪、樽、枕木、つき板、天井板、玉突き棒、道具の柄、用具類に用いられる。材の性質は色が紅褐色、重硬で気乾比重0.85、強靭、耐久性はやや大である。

## 諸言語における呼称
ブラジル:
- ポルトガル語: angelin branco, amendoim, Amendoim-bravo, bálsamo, cocal, ibibaro, guiraró, jacutinga, oleo branco, pau amendoim, pau de fava, vilão[11] - amendoim は通常は〈ラッカセイ〉のことを指す。

パラグアイ:
- スペイン語: ibiraró[11] - グアラニー語の ibira (現代語では yvyra)〈木〉と iro (現代語では ro)〈苦い〉からなる[12][13]。

アルゼンチン:
- スペイン語: cocal, guiraró, ibiraró, palo mortero, palo rosa, Tipa, tipa colorada, tipilla, viraró[11]